# Seo In-guk
Đây là một tên người Triều Tiên, họ là Seo.
Seo In-guk (hangul: 서인국; sinh ngày 23 tháng 10 năm 1987) là nam ca sĩ kiêm diễn viên người Hàn Quốc. Anh bắt đầu sự nghiệp ca hát của mình sau khi trở thành quán quân của chương trình tìm kiếm tài năng Superstar K. Năm 2012, anh được công chúng biết đến rộng rãi với vai trò diễn viên trong Reply 1997, một trong những series phim truyền hình ăn khách nhất.

## Cuộc đời và sự nghiệp

### Những năm đầu đời
• Seo In Guk được sinh ra trong một gia đình nghèo khó ở Ulsan. Họ sống qua ngày nhờ vào công việc thu nhặt các vật liệu tái chế ở những con hẻm nhỏ.
Gia đình anh gồm 4 thành viên: Cha, mẹ, anh và một em gái (Seo Bo-ram, hiện đã lập gia đình).
- Mẹ của anh (Jang Si-ja, sinh 1955) là một nữ lao công: Bà thường xuyên đi thu gom bìa các tông và chất chúng lên xe đẩy. Sau cuộc khủng hoảng tài chính năm 1997, bà ở nhà để phụ giúp gia đình bằng những công việc nặng nhọc này, và vẫn tiếp tục làm đến ngày hôm nay (chỉ khác là thay bằng xe tải chứ không còn là xe đẩy). Mặc dù cậu con trai của bà đã có một sự nghiệp vẻ vang và rất thành đạt, nhưng bà dường như không muốn trở thành gánh nặng cho anh ấy. Bà cho rằng sống thì phải biết tự lực tự cường, không nên dựa dẫm vào ai. Lúc còn đang mang thai, bà đặc biệt rất thèm ăn gà nướng. Bởi vậy mà con trai bà khi lớn lên cũng thèm ăn cái món ăn này. Nhưng vì gia cảnh quá nghèo khó, không đủ tiền nên hai vợ chồng bà chỉ mua nửa con gà về để ăn, và sau đó còn giữ lại xương để hầm món súp. Bà là người ít khi nổi giận, và luôn gây ấn tượng với mọi người xung quanh bởi tính cách hoà đồng thân thiện và tấm lòng nhân ái. Bà cũng rất yêu thương hai đứa con của mình và luôn đồng hành, luôn ở bên cạnh họ cho dù họ có gặp phải nhiều khó khăn trong cuộc sống.
- Cha của anh (sinh 1962) là thợ hàn kim loại và thỉnh thoảng là một nhân viên khách sạn; ông thường xuyên phải đi công tác xa nhà, vì vậy mà ông hiếm khi ở nhà dùng bữa với vợ con. Ông từng phản đối gay gắt việc con trai mình theo đuổi ước mơ làm ca sĩ, vì ông cho rằng In Guk là con trưởng nên anh ấy phải có trách nhiệm phụ giúp cha mẹ và em, chứ không nên học thói đua đòi như vậy. Vì vậy mà Seo In Guk đã phải nói dối ba mình là anh ấy lên thành phố để làm công việc bồi bàn trong một nhà hàng, nhưng ông không hề biết rằng con trai ông đã đến một trường dạy nhạc để xin đăng ký cho theo học. Sau này Seo In Guk chia sẻ rằng, ba của anh ấy không phải là không muốn anh ấy làm ca sĩ, mà ông đã luôn âm thầm dõi theo và ủng hộ ước mơ của anh ấy từ lúc đầu. Sau khi In Guk giành được vị trí quán quân trong Super star K, ông đã đến tận nơi để chúc mừng con trai nhưng ông lại từ chối nhận số tiền thưởng mà con trai dành tặng cho ông. Chỉ khi cần tiền, ông mới gọi điện cho In Guk để vay mượn và ông không bao giờ quên chi trả đủ tiền vay mượn cho con trai.
• In Guk đã nuôi ước mơ làm ca sĩ từ khi lên 10 tuổi. Thần tượng và là người đã khơi gợi niềm đam mê âm nhạc trong anh đó chính là Kim Jung–min. Bằng việc tham gia góp vui văn nghệ trong những buổi họp gia đình và cuộc thi âm nhạc của trường, mặc dù là một cậu bé khá nhút nhát, Seo In Guk đã vượt qua được chính mình và dần khẳng định được niềm đam mê và tài năng âm nhạc. Anh theo học ngành Applied Music tại Đại học Daebul. Trong suốt những năm đại học, In Guk tiết lộ rằng anh thậm chí từng không có nổi 10.000 won (8,89 USD) trong ví của mình.

### Sự nghiệp

#### Năm 2009: quán quân Superstar K1
• Vì muốn theo đuổi ước mơ, dù bị gia đình phản đối quyết liệt, In Guk vẫn một mình bỏ nhà lên Seoul một mình từ năm 18 tuổi. Trong 3 năm đầu, anh phải luôn năn nỉ để được ở nhờ nhà bạn, liên tục thay đổi chỗ ở và bị mọi người dò xét. Sau đó, với sự giúp đỡ của mẹ, anh cuối cùng đã mua được một ngôi nhà. Đó là một nơi kinh khủng vì có nhiều côn trùng và chuột sinh sống. Dù vậy, In Guk đã tự động viên bản thân và bắt tay vào dọn dẹp để bắt đầu một cuộc sống mới trong "ngôi nhà của riêng mình".
• Sau đại học, In Guk nhiều lần thử giọng ở một số công ty giải trí lớn nhất Hàn Quốc. Anh đã phải nếm trải rất nhiều thử thách và khó khăn để theo đuổi ước mơ, những điều tưởng chừng như không thể vượt qua.
• Tại buổi thử giọng đầu tiên của mình, anh được nói rằng, sẽ tốt đẹp hơn nếu anh quay trở lại đây sau khi giảm bớt trọng lượng cơ thể (khoảng 86 kg). Sau khi nghe vậy, In Guk đã tự gây nên cho mình một nỗi ám ảnh về trọng lượng và mắc phải chứng "ăn vô độ tâm thần". Không bỏ cuộc, anh đã vật lộn với căn bệnh bằng cách tự móc họng để nôn mửa ra thức ăn tránh bị tăng cân làm dây thanh quản bị tổn thương nghiêm trọng.. Sau khi giảm trọng lượng, anh quay trở lại JYP Entertainment và thực hiện một buổi thử giọng nữa. Nhưng lần này anh lại được nhận xét là:"Bạn đã làm tốt trong việc giảm cân nhưng có vẻ bạn đã không nỗ lực luyện tập ca hát". Đó là do hệ quả của việc tổn thương dây thanh quản, và dù đã cố gắng làm hết khả năng của mình, cuối cùng In Guk đành phải ra về tay trắng.
• Mặc dù gặp nhiều thất bại, Seo In Guk vẫn không bỏ cuộc và quyết tâm tiếp tục thử thách bản thân. Chính nhờ cá tính gan lì và mạnh mẽ của mình, cuối cùng, tháng 10 năm 2009, đánh bật hơn 720.000 thí sinh tham gia, anh đã trở thành quán quân của cuộc thi Superstar K lần thứ nhất của Hàn Quốc.
• Cùng với số tiền chiến thắng Superstar K1, nam ca sĩ từng mong muốn được phụ giúp cha mẹ bằng cách mở một nhà hàng súp kim chi để họ quản lý.
• Với chiến thắng vinh quang này, Seo In-guk được nhắc đến như là một "ngôi sao chớp nhoáng". Trong các buổi phỏng vấn sau đó, nam ca sĩ đã chia sẻ: "Có vẻ như mọi người chỉ biết đến tôi từ sau giây phút tôi được đăng quang Superstar K, tuy vậy, họ không biết rằng quá trình tập luyện đằng sau sân khấu mới chính là nền tảng giúp tôi giành được ngôi vị này". Thật vậy, trước khi tham gia cuộc thi, nam ca sĩ đã giành rất nhiều thời gian và công sức để rèn luyện bản thân mình, và ngôi vị quán quân là thành quả mà anh xứng đáng nhận được. Đó là cả một quá trình bền bỉ lâu dài, chứ không chỉ là "chớp nhoáng". In Guk mong tên tuổi của anh không đơn thuần chỉ gắn liền với danh hiệu Super star K hay bất cứ thứ gì khác, anh muốn được công nhận như một người hết mình, chăm chỉ và sống vì đam mê.
• Ngoài ra, không những giành được giải thưởng trị giá 100 triệu won (tương đương 1,7 tỉ đồng Việt Nam) mà Seo In Guk còn được "hit man" (người chuyên tạo các ca khúc đỉnh) Bang Si-hyuk "tặng" cho "Calling you" làm ca khúc chủ đạo trong album ra mắt của anh vào cuối năm 2009.
• Mặc dù nam ca sĩ phải xoay xở với một lịch trình công việc bận rộn (thu âm, chụp quảng cáo, phỏng vấn, chương trình tạp kĩ), đổi lại album "Calling You" của anh đã nhanh chóng trở thành hit được yêu thích, đem lại cho anh những thành công bước đầu. Cụ thể, cùng với ca khúc chủ đạo "Calling You", 2 ca khúc "Young Love" và "Beautiful Farewell" đã chiếm lĩnh gần như toàn bộ các bảng xếp hạng âm nhạc của Hàn Quốc chỉ trong những ngày đầu ra mắt. Với thành tích ấn tượng đó, anh đã nhận được giải thưởng nam nghệ sĩ mới tại lễ trao giải Cyworld Digital Music Award.

#### Năm 2012: lấn sân sang diễn xuất - đạt nhiều thành công vớiReply 1997
Tháng 2:
• Seo In Guk vào vai Hyun Woo trong vở nhạc kịch hát lại (jukebox musical) Gwanghwamun Love Song: nhân vật phải lòng người yêu của bạn thân nhưng không sao chối bỏ được tình cảm của mình. Ngoài ra anh còn luôn bảo vệ người anh trai ruột dù có phải hy sinh đánh đổi tất cả mọi thứ anh có.
Tháng 3:
• Debut làm diễn viên truyền hình khi đảm nhận một vai phụ trong bộ phim Cơn mưa tình yêu (Love Rain) của đài KBS: Kim Chang Mo là một sinh viên luật, chủ quán cà phê âm nhạc trong thập niên 70. Nhân vật này là một người lãng mạn, cực kỳ hâm mộ guitar và âm nhạc. Seo In Guk thậm chí phải tăng cân để vào vai một nhân vật lạc quan nhưng lười biếng này.
• Ký hợp đồng với công ty giải trí Nhật Bản Irving Entertainment (2012) nhằm quảng bá tên tuổi ra thị trường nước ngoài. [tham khảo]
Tháng 7:
• Đảm nhận vai nam chính trong bộ phim truyền hình ăn khách Lời hồi đáp (Reply 1997) của đài TvN. Thuộc thể loại hài kịch tình huống, Reply 1997 lấy bối cảnh thập niên 90, thời hoàng kim của nhóm nhạc đình đám H.O.T. Phim kể về một fan cuồng nhóm H.O.T là Si Won (Apink Jung Eun Ji thủ vai), cô luôn mơ được kết hôn với thành viên của nhóm nhạc này nên thực hiện một kế hoạch chi tiết để được gặp thần tượng. Trong khi đó, Yoon Yoon-jea (vai của Seo In Guk) lại là người rất thích Si Won - cô bạn thân nối khố của mình. Bộ phim đã nhận được nhiều phản hồi rất tích cực từ phía người xem cũng như từ các nhà phê bình. [tham khảo]
Tháng 9:
• Vào vai một gã lăng nhăng chính hiệu trong Rascal Sons - dự án drama cuối tuần của đài MBC. Trong phim, nam ca sĩ đóng vai Yoo Seung Gi - con trai út trong 1 gia đình gồm 3 người con. Mặc dù đã kết hôn từ rất sớm và thậm chí có một đứa nhóc kháu khỉnh song anh chàng vẫn liên tục quyến rũ những người phụ nữ khác. Thói trăng hoa của Seung Gi đã khiến vợ anh - Mi Rim (Yoon Se In) - đau khổ không ít lần. In Guk cho biết lý do lựa chọn một bộ phim truyền hình 50 tập là vì muốn học hỏi nhiều hơn từ các thầy giáo và những tiền bối dày dặn kinh nghiệm diễn xuất. [tham khảo]

#### Năm 2013: Trở lại vai trò ca sĩ và tham gia chương trình thực tế
Tháng 1:
• Ký hợp đồng làm người mẫu cho hãng thời trang thể thao Isenberg. Hợp tác với nhóm nhạc nữ Sistar trong bộ sưu tập xuân hè.
Tháng 3:
• Quay trở lại ca hát khi cho ra mắt Single " I Can't Live Because of you". Bài hát nhận được nhiều sự quan tâm từ phía người hâm mộ và nhanh chóng leo lên top các bảng xếp hạng âm nhạc.
• Tham gia làm khách mời trong chương trình tạp kĩ "I Live Alone"  của đài MBC. Anh đồng thời nhận lời tham gia hai dự án phim điện ảnh là Police Family và No Breathing. [tham khảo]
- Police Family là một câu chuyện lãng mạn và hài hước xoay quanh việc một cô gái sinh ra trong gia đình cảnh sát gặp gỡ và kết hôn với con trai của một gia đình tội phạm (vai của Seo In Guk).
- No Breathing, In Guk lần đầu tiên thử sức trong thể loại phim điện ảnh. Anh đảm nhận vai Won Il một tài năng bẩm sinh nhưng lại luôn né tránh việc bơi lội, cho đến một ngày anh ấy quyết định quay trở lại với môn thể thao này.
Tháng 4:
• Phát hành album mới tựa đề "With Laughter or With Tears". Đây là lần đầu tiên nam ca sĩ thử sức với thể loại nhạc trữ tình ballad. Với sự tham gia diễn xuất của nữ diễn viên kiêm đạo diễn đa tài Goo Hye Sun cùng những giai điệu nhẹ nhàng sâu lắng, bài hát miêu tả tâm trạng đau khổ và buồn phiền của một người đàn ông sau khi chia tay với người yêu [tham khảo]. Không dừng lại ở đó, Goo Hye Sun còn chủ động góp thêm một sáng tác của mình vào album mới nhất của nam ca sĩ. Were we happy? cũng là một bản ballad buồn cho thấy những tâm tư tiếc nuối sau khi đôi lứa tan vỡ.
• Debut tại Nhật Bản với album Fly Away. Nội dung bài hát phản ánh rất rõ những tâm tư phiền muộn của người đàn ông sau khi để người phụ nữ của mình ra đi. Bài hát có một ý nghĩa sâu sắc và giai điệu da diết khiến người nghe không khỏi xúc động.
Tháng 5:
• Được cử làm đại sứ danh dự cho cục cảnh sát Ulsan (Korea). Thời gian hoạt động trong 2 năm với chiến dịch nhằm "xóa bỏ 4 tệ nạn xã hội".
• Tham gia thử thách Midnight Challenge Trekking của hãng thời trang Isenberg.
• Hợp tác với Sistar làm người mẫu độc quyền của thương hiệu thời trang thể thao Isenberg trong bộ sưu tập thu đông 2013.
Tháng 6:
• Tham gia drama của đài SBS mang tựa Mặt trời của chàng Joo (The Master's Sun), hợp tác với hai ngôi sao nổi tiếng So Ji Sub và Gong Hyo Jin. 
- Thuộc thể loại mới lạ: hài kịch lãng mạn kết hợp với yếu tố kinh dị, bộ phim được chắp bút bởi hai nhà biên kịch danh tiếng - chị em nhà Hong. Trong phim, Seo In Guk sẽ vào vai Kang Woo, đội trưởng đội an ninh của một trung tâm thương mại. Kang Woo là một nhân vật có lý lịch đặc biệt. Xuất thân là một quân nhân, sau khi xuất ngũ đã chọn công việc làm bảo vệ. Là một con người hiền lành và có tinh thần trách nhiệm cao, Kang Woo luôn cố gắng hết sức để hoàn thành nhiệm vụ được giao.
- Sở hữu nhiều yếu tố hoàn hảo (sự phối hợp ăn ý của dàn diễn viên, kịch bản phong phú với những tình tiết khơi gợi sự tò mò, đạo diễn tài năng và nhiệt huyết dẫn dắt....), The Master's Sun đã chiếm lĩnh vị trí quán quân của bảng xếp hạng truyền hình khung giờ vàng ngày thứ 4 - 5 trong năm tuần liên tiếp sau khi ra mắt.
Tháng 7:
• Tổ chức buổi họp fan đầu tiên ~ HELLO! ~ tại Nhật. Sự kiện thu hút nhiều mối quan tâm của giới truyền thông.
Tháng 10:
• Ra mắt 2nd Japanese Single "We Can Dance Tonight".
• Thử sức với bộ phim điện ảnh lần đầu tiên tựa No Breathing (Mỹ Nam Đại Chiến) về hai tuyển thủ bơi lộ, với sự hợp tác Lee Jong-suk và Kwon Yuri.

#### Năm 2014-2016: Tiếp tục vai trò diễn xuất
Năm 2014
• Làm đại sứ danh dự (cùng với Apink Jung Eun-ji) cho "Hội nghị toàn quyền Liên minh Viễn thông quốc tế (ITU)".
• Thử sức vai trò kép trong bộ phim ngắn Another Parting, 5 tập về một người đàn ông và một người phụ nữ gặp nhau trong những khoảnh khắc cuối cùng trong cuộc sống của họ. Được sản xuất bởi Loen Entertainment, phát sóng vào ngày 17 tháng 2 năm 2014 trên Taekwang Group - kênh truyền hình cáp thuộc Dramacube (cũng được phát sóng trên BTV và YouTube).
• Muốn thử sức nhiều nhân vật khác nhau, In-guk xác nhận sẽ vào vai một tên cướp trẻ trong phim hành động Wild Dog. Nhưng cũng giống như Police Family, bộ phim gặp một số trục trặc và không thể tiến hành. Thay vào đó, In-guk nhận vai chính trong drama hai lãng mạn High School King of Savvy (Vua trường học), trong phim, In-guk là một học sinh triển vọng với bộ môn khúc côn cầu nhưng đột nhiên phải đóng vai thay anh trai mình trở thành giám đốc điều hành của một công ty.
• Vào cuối năm, In-guk vào vai chính trong một drama cổ trang dài tập mang tên The King's Face (Diện mạo hoàng đế), trong vai hoàng tử Gwang-hae, người trở thành đối thủ của cha ông - Vua Seonjo trong chính trị và tình yêu.
Năm 2015
• In-guk tham gia chương trình thực tế của đài SBS Law Of The Jungle từ tháng 3 đến tháng 5, cho chuyến đi ở Đông Dương.
• Nhận vai một chuyên gia phân tích tội phạm thiên tài Lee Hyun trong series phim trinh thám lãng mạn Hello Monster/I Remember You phát sóng trên kênh KBS2.
• Vào ngày 15 tháng 12, anh tái hợp các nghệ sĩ cùng công ty Jellyfish Entertainment trong một track mang tên "Love In The Air" (Hangul: 사랑난로) cho album Jelly Christmas 2015 – 4랑. Ca khúc ở thứ hạng 14 trên Gaon Digital Chart.
Năm 2016
• Xác nhận vai nam chính trong 38 Revenue Collection Unit, drama do đài truyền hình cáp OCN sản xuất, anh trong vai Yang Jung-do một tay lừa đảo chuyên nghiệp, tính đến nay. Đây là drama có tỉ suất người xem cao nhất lịch sử nhà đài này nhận được.
• In-guk trở lại Law Of The Jungle lần thứ 2 cho chuyến đi đến Mông Cổ.
• Trở lại màn ảnh nhỏ vào cuối năm với drama hài lãng mạn Shopaholic Louis/Shopping King Louis, trong vai cậu ấm Louis được lớn lên trong sự nuông chiều và bảo bọc ở Pháp, tìm đến thú vui mua sắm nhằm giải tỏa sự cô đơn của mình.

## Diễn xuất

### Phim truyền hình
| Năm  | Tên phim                                        | Vai diễn                                  | Nhà đài   |
| ---- | ----------------------------------------------- | ----------------------------------------- | --------- |
| 2012 | Love Rain                                       | Kim Chang-mo (1970s) Kim Jeon-seol (2012) | KBS2      |
| 2012 | Reply 1997                                      | Yoon Yoon-jae                             | tvN       |
| 2012 | The Rascal Sons                                 | Yoo Seung-gi                              | MBC       |
| 2013 | The Master's Sun                                | Kang Woo                                  | SBS       |
| 2013 | Reply 1994                                      | Yoon Yoon-jae (Cameo, tập 16-17)          | tvN       |
| 2014 | Another Parting                                 | Ahn Young-mo                              | Dramacube |
| 2014 | High School King Of Savvy                       | Lee Min-seok/ Lee Hyung-seok              | tvN       |
| 2014 | The King's Face                                 | Hoàng tử Gwanghae                         | KBS2      |
| 2015 | Ma nữ đáng yêu (Oh My Ghost)                    | Edward Seo (Cameo tập 16)                 | tvN       |
| 2015 | She Was Pretty                                  | Khách mời (Cameo tập 9a)                  | MBC       |
| 2015 | Hello Monster/ I Remember You                   | Lee Hyun                                  | KBS2      |
| 2016 | Đội đặc nhiệm số 38/ 38 Revenue Collection Unit | Yang Jung-do                              | OCN       |
| 2016 | Ông hoàng mua sắm/ Shopping King Louis          | Kang Ji Sung/Louis                        | MBC       |
| 2018 | The Smile Has Left Your Eyes                    | Kim Moo Young                             | tvN       |
| 2019 | Abyss                                           | Ailen (Cameo ep 1, 16)                    | tvN       |
| 2021 | Navillera                                       | Hwang Hee (Cameo ep 9)                    | tvN       |
| 2021 | Một ngày nọ kẻ hủy diệt gõ cửa nhà tôi          | Myul Mang / Kim Sa Ram                    | tvN       |
| 2022 | Soundtrack #1                                   | Jay Jun (Cameo ep. 3)                     | Disney+   |
| 2022 | Tiệm Café Mỹ Nam/ Café Minamdang                | Nam Han Jun                               | KBS2      |
| 2023 | Death's Game                                    | Choi Yi Jae                               | TVING     |

### Phim điện ảnh
| Năm  | Tên phim                                                        | Vai diễn             |
| ---- | --------------------------------------------------------------- | -------------------- |
| 2013 | No Breathing                                                    | Won-il               |
| 2016 | "That's a crazy little thing called love (那件疯狂的小事叫爱情) | Yang Mingzhe (cameo) |
| 2021 | PIPELINE                                                        | Pindol               |
| 2022 | Project Wolf Hunting                                            | Park Jong Du         |

### Sân khấu
| Năm  | Vở kịch               | Vai diễn     |
| ---- | --------------------- | ------------ |
| 2012 | Gwanghwamun Love Song | Hyun-woo     |
| 2023 | Monte Cristo          | Monte Cristo |

### Đóng MV
| Năm  | Bài hát                         | Nghệ sĩ                 |
| ---- | ------------------------------- | ----------------------- |
| 2012 | Please Don't                    | K.Will                  |
| 2013 | Pick Up the Phone               | Phone                   |
| 2013 | Would You?                      | Swings feat. Seo In-guk |
| 2024 | No Sad Song For My Broken Heart | K.Will                  |

## Âm nhạc
| Thông tin Album | Danh sách bài hát |
| --- | --- |
| 부른다 (Calling) - EP - ngày 27 tháng 10 năm 2009 - Mnet Media                                                       | Danh sách bài hát 1. 부른다 (Calling You) 2. 아름다운 이별 (Beautiful Separation) |
| 달려와 (Run to Me) - Digital single - ngày 30 tháng 10 năm 2009 - Mnet Media                                         | Danh sách bài hát 1. 달려와 (Run to Me) (Rally Ver. 2) (With Bigtone) 2. 달려와 (Run to Me) (Rally Ver. 2) (Inst.) |
| Just Beginning - EP - ngày 6 tháng 5 năm 2010 - Mnet Media                                                           | Danh sách bài hát 1. Beginning 2. 사랑해 U 3. 마지막 생일 4. 왜 웃기만해 5. Prime Time (feat. Lisa) 6. 첫눈에 (feat. Rebekah Kim |
| 애기야 (Aegiya) Repackaged Album - EP - ngày 10 tháng 8 năm 2010 - Mnet Media                                        | Danh sách bài hát 1. Beginning 2. 사랑해 U 3. 애기야 (My Baby U) 4. 마지막 생일 5. 왜 웃기만해 6. Prime Time (Feat. Lisa) 7. 첫눈에 (feat. Rebekah Kim                                                                                |
| Take - Korean cover version:Take on Me by A-ha - Digital single - ngày 22 tháng 11 năm 2010                          | Danh sách bài hát 1. Take |
| Jelly Christmas - Digital single - ngày 6 tháng 12 năm 2010 - Jellyfish Entertainment                                | Danh sách bài hát 1. Christmas Time 2. Christmas Time (Inst.) |
| Broken - Digital single - ngày 31 tháng 3 năm 2011 - Mnet Media                                                      | Danh sách bài hát 1. Broken |
| Shake It Up - Digital single - ngày 10 tháng 8 năm 2011 - Universal Music Group                                      | Danh sách bài hát 1. Shake It Up |
| Jelly Christmas 2011 - Digital single - ngày 2 tháng 12 năm 2011 - Jellyfish Entertainment                           | Danh sách bài hát 1. 모두에게 크리스마스 (Christmas for All) 2. 모두에게 크리스마스 (Christmas for All) (Inst.) |
| Fate (Like a Fool) - Love Rain OST Part 2 - ngày 29 tháng 5 năm 2012 - Pony Canyon                                   | Danh sách bài hát 4. 운명 (바보처럼) (Fate (Like a Fool)) |
| Perfect Fit - EP - ngày 12 tháng 4 năm 2012 - CJ E&M                                                                 | Danh sách bài hát 1. Bad 2. 밀고 당겨줘 (Tease Me) 3. Time Machine (feat. Swings) 4. Brand New Day 5. 밀고 당겨줘 (Tease Me) (Inst.)                                                                                                  |
| Love Story - Part 1 - Digital single, Reply 1997 - ngày 28 tháng 8 năm 2012 - CJ E&M                                 | Danh sách bài hát 1. All For You (song ca với Jung Eun-ji) |
| Love Story - Part 2 - Digital single, Reply 1997 - ngày 4 tháng 9 năm 2012 - CJ E&M                                  | Danh sách bài hát 1. 우리 사랑 이대로 (Just the Way We Love) (song ca với Jung Eun-ji) |
| Jelly Christmas 2012 Heart Project - Digital single - ngày 6 tháng 12 năm 2012 - Jellyfish Entertainment             | Danh sách bài hát 1. 크리스마스니까 (Because It's Christmas) - Sung Si-kyung, Park Hyo-shin, SG_Wannabe#Members |
| Y.BIRD from Jellyfish Island with Seo In-guk - Digital single - ngày 4 tháng 2 năm 2013 - Jellyfish Entertainment    | Danh sách bài hát 1. 너 땜에 못 살아 (I Can't Live Because of You) (feat. Verbal Jint) 2. 너 땜에 못 살아 (I Can't Live Because of You) (Inst.)                                                                                       |
| With Laughter or with Tears - Digital single - ngày 11 tháng 4 năm 2013 - CJ E&M                                     | Danh sách bài hát 1. 웃다 울다 (With Laughter or with Tears) 2. 행복했을까 (Were We Happy) (feat. Ku Hye-sun) 3. 웃다 울다 (With Laughter or with Tears) (Inst.) 4. 너 땜에 못 살아 (I Can't Live Because of You) (feat. Verbal Jint) |
| Fly Away - Japanese Single - ngày 24 tháng 4 năm 2013 - Nippon Crown                                                 | Danh sách bài hát 1. Fly Away 2. Deep Inside My Heart 3. Shake It Up (original Korean ver.) 4. Tease Me (original Korean ver.) 5. Fly Away (Inst.) 6. Deep Inside My Heart (Inst.)                                                    |
| No Matter What - from The Master's Sun OST - Released: ngày 19 tháng 09 năm 2013 - Loen Entertainment                | Danh sách bài hát 1. No Matter What (겁도 없이) 2. No Matter What 겁도 없이 (Inst.) |
| We Can Dance Tonight - Japanese Single - ngày 31 tháng 10 năm 2013 - Nippon Crown                                    | Danh sách bài hát CD 1. We Can Dance Tonight 2. My Voice 3. Best Friend 4. We Can Dance Tonight (Inst.) 5. My Voice (Inst.) 6. Best Friend (Inst.) DVD 1. We Can Dance Tonight (Music Video) 2. Making movie                          |
| Everlasting - Japanese album - Released: ngày 15 tháng 1 năm 2014 - Nippon Crown                                     | Danh sách bài hát 1. Everlasting Love 2. Only One 3. My Voice 4. Toxic Girl 5. We Can Dance Tonight 6. Lovely Girl 7. 戀しくて 8. Deep Inside My Heart 9. Fly Away 10. Just One Ring 11. Space de Tour 12. Hands Up!                  |
| Bomtanaba (Mellow Spring) - Digital single - Released: ngày 14 tháng 5 năm 2014 - CJ E&M Music                       | Danh sách bài hát 1. 봄 타나봐 (Bomtanaba) (Mellow Spring) 2. 봄 타나봐 (Bomtanaba) (Mellow Spring) (Inst.) |
| hug - Japanese EP - Released: ngày 25 tháng 6 năm 2014 - Nippon Crown                                                | Danh sách bài hát 1. もう、会えなくて。 2. 君の色 3. Good-Bye Dear 4. 瞳の中のフォトグラフ 5. 遠ざかる (Korean Ver.) 6. 美しい絶望 |
| Finding Myself - from High School King of Savvy OST - Released: ngày 21 tháng 7 năm 2014 - CJ E&M Music              | Danh sách bài hát 1. 돌아오는 길 (Finding Myself) 2. 돌아오는 길 (Finding Myself) (Inst.) |
| Flower - from Tomorrow with You OST - Released: ngày 11 tháng 02 năm 2017 - CJ E&M Music                             | |
| Star (with. Jung So-min) - from The Smile Has Left Your Eyes OST - Released: ngày 08 tháng 11 năm 2018 - Genie Music | |
| Distant Fate - from Doom at Your Service OST - Released: ngày 22 tháng 06 năm 2021 - Music and New                   | |
| My Love (ft. RAVI) - Single - Released: ngày 14 tháng 06 năm 2022 - AER Music                                        | |
| I Like You - from Café Minamdang OST - Released: ngày 09 tháng 08 năm 2022 - Warner Music, ADA                       | |
| Even if there is no miracle - from Death's Game OST - Released: ngày 14 tháng 12 năm 2023 - Blending Co              | |

## Giải thưởng
| Năm  | Giải thưởng                    | Thể loại                                      | Đóng góp                         | Kết quả   |
| ---- | ------------------------------ | --------------------------------------------- | -------------------------------- | --------- |
| 2009 | Cyworld Digital Music Awards   | Male Newcomer of the Year                     | Calling                          | Đoạt giải |
| 2010 | Mnet Asian Music Awards        | Best New Male Artist                          | "Love U"                         | Đề cử     |
| 2012 | 5th Korea Drama Awards         | Best Couple Award with Jung Eun-ji            | Reply 1997                       | Đoạt giải |
| 2012 | 5th Korea Drama Awards         | Best New Actor                                | Reply 1997                       | Đoạt giải |
| 2012 | 5th Style Icon Awards          | Top 10 Style Icons with Jung Eun-ji           | Reply 1997                       | Đoạt giải |
| 2012 | 1st K-Drama Star Awards        | Rising Star Award                             | Reply 1997                       | Đoạt giải |
| 2012 | 1st K-Drama Star Awards        | Best Couple Award with Jung Eun-ji            | Reply 1997                       | Đoạt giải |
| 2012 | 1st K-Drama Star Awards        | Best OST                                      | "All for You" (with Jung Eun-ji) | Đoạt giải |
| 2012 | 14th Mnet Asian Music Awards   | Best OST                                      | "All for You" (with Jung Eun-ji) | Đoạt giải |
| 2012 | 4th Melon Music Awards         | Best OST                                      | "All for You" (with Jung Eun-ji) | Đoạt giải |
| 2012 | MBC Drama Awards               | Best New Actor                                | Rascal Sons                      | Đề cử     |
| 2012 | KBS Drama Awards               | Best New Actor                                | Love Rain                        | Đề cử     |
| 2013 | 2nd Gaon Chart K-Pop Awards    | Song of the Year (September)                  | "All for You" (with Jung Eun-ji) | Đoạt giải |
| 2013 | 49th Baeksang Arts Awards      | Best New Actor (TV)                           | Reply 1997                       | Đề cử     |
| 2013 | SBS Drama Awards               | New Star Award                                | Master's Sun                     | Đoạt giải |
| 2014 | 3rd Gaon Chart K-Pop Awards    | Song of the Year (December)                   | "Loved You" (with Zia)           | Đoạt giải |
| 2014 | 16th Mnet Asian Music Awards   | Best Collaboration                            | "Loved You" (with Zia)           | Đề cử     |
| 2014 | 50th Baeksang Arts Awards      | Most Popular Actor (TV)                       | Master's Sun                     | Đề cử     |
| 2014 | 7th Korea Drama Awards         | Excellence Award, Actor                       | High School King of Savvy        | Đề cử     |
| 2014 | 7th Style Icon Awards          | Top 10 Style Icons                            | —                                | Đề cử     |
| 2014 | KBS Drama Awards               | Excellence Award, Actor in a Mid-length Drama | The King's Face                  | Đề cử     |
| 2014 | KBS Drama Awards               | Best New Actor                                | The King's Face                  | Đoạt giải |
| 2016 | tvN10 Awards                   | Best Kiss with Jung Eun-ji                    | Reply 1997                       | Đoạt giải |
| 2016 | tvN10 Awards                   | Made in tvN Actor in Drama                    | Reply 1997                       | Đoạt giải |
| 2016 | 11th Asian TV Drama Conference | Actor Award                                   | Squad 38                         | Đoạt giải |
| 2016 | MBC Drama Awards               | Excellence Award, Actor in Miniseries         | Shopping King Louie              | Đoạt giải |
| 2016 | MBC Drama Awards               | Best Couple Award with Nam Ji-hyun            | Shopping King Louie              | Đề cử     |
| 2016 | MBC Drama Awards               | Daesang                                       | Shopping King Louie              | Đề cử     |
| 2018 | 14th Soompi Awards             | Actor Of The Year                             | The Smile Has Left Your Eyes     | Đề cử     |
| 2018 | 14th Soompi Awards             | Best Couple Award with Jung So-min            | The Smile Has Left Your Eyes     | Đề cử     |
| 2021 | Brand Of The Year              | Actor Of The Year                             | Doom At Your Service             | Đề cử     |
| 2021 | Brand Of The Year              | Drama Of The Year                             | Doom At Your Service             | Đề cử     |
| 2022 | 43rd Blue Dragon Film Awards   | Best New Actor                                | Project Wolf Hunting             | Đề cử     |

## Sân khấu âm nhạc
Seo In Guk từng lần lượt giành chiến thắng trong các sân khấu âm nhạc Hàn Quốc - M! Countdown và Music Trangle - được phát sóng trên các kênh truyền hình cáp Mnet và KM. [nguồn tham khảo]

### M! Countdown
| Năm  | Ngày       | Bài hát             |
| ---- | ---------- | ------------------- |
| 2010 | 20 tháng 5 | 사랑해 U ("Love U") |

### Music Triangle
| Năm  | Ngày       | Bài hát                          |
| ---- | ---------- | -------------------------------- |
| 2012 | 19 tháng 9 | "All For You" (with Jung Eun-ji) |